# تشيك بارسونز
تشيك بارسونز (بالإسبانية: Chick Parsons؛ بالإنجليزية: Chick Parsons) هو ضابط ودبلوماسي أمريكي وبنمي، ولد في 1 أبريل 1902 في شيلبيفيل في الولايات المتحدة، وتوفي في 1 مارس 1988 في باساي في الفلبين.